# Vittoria Accoramboni
Vittoria Accoramboni, född 15 februari 1557 i Gubbio, död 22 december 1585 i Padua, var en italiensk adelsdam, känd för sin skönhet och sitt lättsinne, och medelpunkt för en rad äktenskapliga tragedier och mordhistorier i barocktidens Rom.
Hennes förste man, Francesco Peretti, mördades 1581 av banditer lejda av hennes beundrare Paolo Giordano Orsini, hertig av Bracciano, eller dennes bror. Orsini erhöll efter en rad vanskligheter tillstånd att gifta sig med Accoramboni. 
När Sixtus V, en släkting till Accorambonis första man blivit påve, blev hertigparet tvungna att lämna romerskt område. Efter någon tid mördades hertigen, och Accoramboni själv begav sig till Padua, där hon själv mördades 1585. 
Händelserna gav upphov till en lång vendettafejd mellan släkterna Peretti och Orsini. Händelserna har senare givit upphov till en rad skönlitterära skildringar, av bland andra John Webster, Stendhal, Ludwig Tieck.